# 威靈頓牛柳

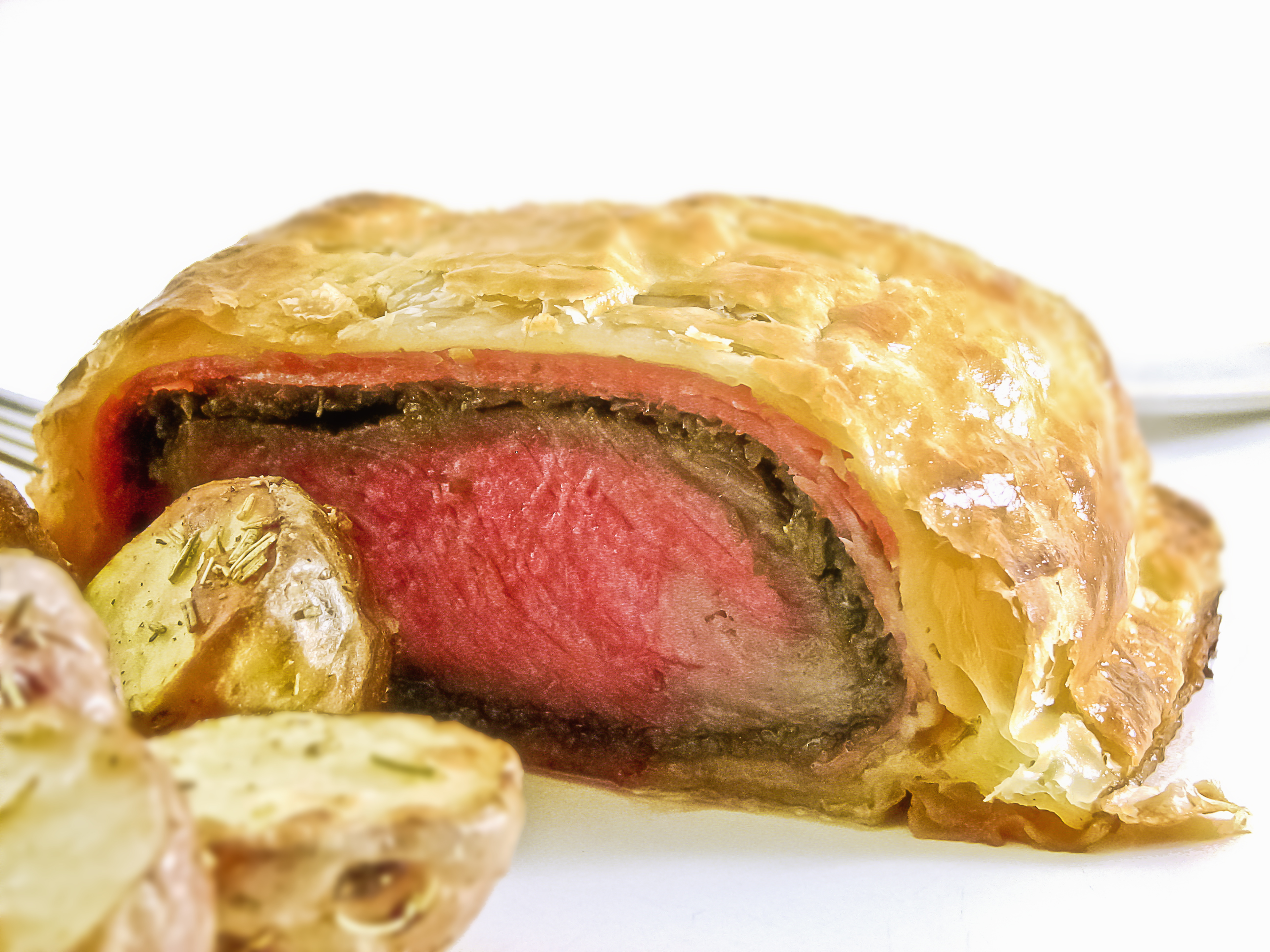
切開的威靈頓牛柳

威靈頓牛柳（英語：Beef Wellington）， 又稱威靈頓牛排，是一道英國料理，將牛柳（菲力牛柳）用大火煎上色後，包上一層有鵝肝醬或鴨肝醬的蘑菇泥（Duxelles），再包一層火腿後，用酥皮包裹並刷勻蛋黃液，入烤箱烤焗而成。這道菜式的名稱相傳是以威靈頓公爵命名。

## 由來
相傳威靈頓牛柳最早出現在滑鐵盧戰役後的一個慶功宴上。在1815年的拿破崙戰爭中，由威靈頓公爵領導的英軍於滑鐵盧戰役打敗拿破崙率領的法軍，他的廚師特地做了這道料理歡迎公爵凱旋歸來。廚師將公爵愛吃的菲力牛柳、鵝肝、松露等食材，用酥皮包起來烘焙，讓公爵吃一口就能夠享用到最愛吃的食物。後來由於公爵太愛這道料理，要求廚師在每場家宴中都準備這道大菜，久而久之，大家就稱呼這道料理為威靈頓牛柳。

## 其他
地獄廚房主持人戈登·拉姆齊的其中一道招牌菜便是威靈頓牛柳。此菜色因為2016年上映的電視劇《好先生》而在中國大陸爆紅。

## 外部鏈接
维基共享资源上的相關多媒體資源：威靈頓牛柳